# Stowarzyszenie Miłośników Jarosławia
Stowarzyszenie Miłośników Jarosławia – założone w Jarosławiu stowarzyszenie grupujące osoby zainteresowane historią i rozwojem miasta.

## Historia
Stowarzyszenie powstało 28 lutego 1934 roku z inicjatywy sekretarza Jana Harlendera. W 1934 roku nosiło nazwę „Towarzystwo dla upiększania miasta Jarosławia”. W 1935 roku stowarzyszenie przyjęło status i wybrano pierwszy zarząd. 29 września 1945 roku zmieniono nazwę „Stowarzyszenie Miłośników Starego Jarosławia” na „Stowarzyszenie Miłośników Jarosławia”. W latach 1947–1958 działalność stowarzyszenia z powodu sytuacji politycznej w Polsce, była czasowo zawieszona. Siedziba stowarzyszenia mieści się w Kamienicy królowej Marysieńki przy Rynku 11. W 1999 roku  stowarzyszenie otrzymało honorową nagrodę burmistrza za całokształt działalności w dziedzinie kultury.
Prezesi Stowarzyszenia Miłośników Jarosławia
1935–1939. gen. bryg. Wacław Wieczorkiewicz.
1945–1950. Władysław Budzisz
1958–1962. Wacław Nartowski.
1963–1973. Władysław Budzisz.
1973–1976. Janina Starzewska.
1977–2000. Romuald Ostrowski.
2000–2010. Józefa Frendo.
2011– nadal Dariusz Jasiewicz.
We władzach stowarzyszenia zasiadali m.in.: Jan Harlender, Władysław Lutecki i Leszek Smoczkiewicz.